# 长冈短期大学
长冈短期大学（日语：／ Nagaoka Tanki Daigaku *），简称长短，是过去一所位于日本新潟县长冈市的私立短期大学。

## 概要

### 简介
- 学校最早可以追溯到1905年即齐藤女学馆的创立。短期大学为于1971年开办、由学校法人中越学园经营。开始招収男学生从1973年、招生到2000年、停办于2002年[1][2]。

### 历史
- 1971年 长冈女子短期大学成立并同时设置经济学科。
- 1973年 改校名为长冈短期大学、开始招収男学生。
- 1986年 经济学科分离为两个专攻、以下列举。
  - 经济专攻
  - 经营信息专攻⇒改编为经营信息学科于1990年。
- 1993年 经济专攻成立于于专科[2]。
- 2000年 最后一年招生、次年停止招生（正式停办于2002年7月30日[1]）。

## 学校环境
- 校区：在了新潟县长冈市[注 1]

## 历任校长
- 山崎贯三：第一代短期大学校长[3]

## 组织

### 学科
- 经济学科
- 经营信息学科

### 专科
| - 经济专攻 |

### 业余课程
| - 没有 |

### 附属机关
| - 终身学习中心：成立于1994年 |

## 相关链接
- 日本短期大学列表